# São Tomé (Calheta)
São Tomé é uma aldeia da freguesia de Santo Antão, concelho da Calheta, ilha de São Jorge, Açores. Segundo censo de 2011, havia 106 residentes.